# Tawriczanka (rejon dawlekanowski)
Tawriczanka (ros. Тавричанка, baszk. Тавричанка) – wieś (ros. деревня, trb. dieriewnia) w Baszkirii w rejonie dawlekanowskim. 1 stycznia 2009 roku wieś zamieszkiwało 7 osób, z których 100% stanowili Rosjanie.